# یلنا کریووشی
یلنا کریووشی (روسی: Елена Анатольевна Кривошей؛ زادهٔ ۱ فوریهٔ ۱۹۷۷) ژیمناست ریتمیک اهل روسیه بود.